# The Complete 2012 Performances Collection
The Complete 2012 Performances Collection è il terzo EP del cantautore statunitense John Mayer, pubblicato il 7 agosto 2012.

## Tracce
1. Something Like Olivia (acoustic version) – 3:03
2. Queen of California (acoustic version) – 3:40
3. Speak for Me (acoustic version) – 3:05
4. Shadow Days (acoustic version) – 3:48
5. Go Easy on Me – 2:54